# Інтеграл Бохнера
Інтеграл Бохнера — це інтеграл для функцій, які приймають значення на банаховому просторі. По суті він є аналогом інтеграла Лебега для векторозначних функцій.

## Прості і сильно вимірні функції
Нехай маємо вимірний простір {\displaystyle (\mathbb {R} ,{\mathcal {R}},\mu )}, де {\displaystyle \mu } — σ-скінченна міра.
Означення
Функцію {\displaystyle f:\mathbb {R} \to X}, де {\displaystyle X} — банаховий простір, назвемо простою, якщо виконується наступне:
{\displaystyle f(t)=\sum \limits _{k=1}^{n}c_{k}{\mathcal {X}}_{E_{k}}(t)},
де {\displaystyle (c_{k}\in X;k=1...n)}, а
{\displaystyle E_{i}} — вимірні, мають скінченну міру і такі, що {\displaystyle E_{i}\cap E_{j}=\otimes }.
Означення
Функцію {\displaystyle f:\mathbb {R} \to X} назвемо сильно вимірною, якщо існує послідовність простих функцій {\displaystyle \{f_{n}\}_{n=1}^{\infty }} така, що
{\displaystyle \lim _{n\rightarrow \infty }||f_{n}(t)-f(t)||=0\ (mod\mu )}

## Означення
Означення
Інтеграл Бохнера від простої функції {\displaystyle f:\mathbb {R} \to X} по простору {\displaystyle \mathbb {R} } позначається символом {\displaystyle \int \limits _{\mathbb {R} }f(t)d\mu (t)} і визначається так:
{\displaystyle \int \limits _{\mathbb {R} }f(t)d\mu (t)=\sum \limits _{k=1}^{n}c_{k}\mu (E_{k})}

Означення
Функція {\displaystyle f:\mathbb {R} \to X} називається інтегровною за Бохнером по простору {\displaystyle \mathbb {R} }, якщо вона сильно вимірна і знайдеться послідовність простих функцій {\displaystyle \{f_{n}\}_{n=1}^{\infty }} така, що {\displaystyle \lim _{n\rightarrow \infty }||f_{n}(t)-f(t)||=0\ (mod\mu )} та
{\displaystyle \lim _{n\rightarrow \infty }\int \limits _{\mathbb {R} }||f_{n}(t)-f(t)||=0.\ }
Тоді існує границя
{\displaystyle \lim _{n\rightarrow \infty }\int \limits _{\mathbb {R} }f_{n}(t)d\mu (t)=\int \limits _{\mathbb {R} }f(t)d\mu (t),\ }
яка і називається інтегралом Бохнера від функції {\displaystyle f} на {\displaystyle \mathbb {R} }